# Santos Vital, Valéria, Gervásio e Protásio (título cardinalício)
Santos Vital, Valéria, Gervásio e Protásio (em latim: S. Vitalis) é um título cardinalício instituído pelo Papa Leão XIII no 16 de dezembro de 1880, para restauração do antigo título Vestinae, instituído pelo Papa Inocêncio I no século V. Foi uma homenagem de graças à generosidade de uma rica senhora romana chamada Vestina. No sínodo em Roma, em 595 foi enunciado pelo nome simples de São Vital. De acordo com o catálogo de Pietro Mallio, elaborado sob o pontificado de Papa Alexandre III, o título foi anexado à Basílica de Santa Maria Maior. Em 1596, como a igreja estava em ruínas, o título foi suprimido pelo Papa Clemente VIII, sendo restabelecido depois de quase três séculos.
A igreja titular deste titulus é São Vital.

## Titulares protetores
- Januário Célio (494-?)
- Giovanni (590-?)
- Cristóvão (761-?)
- Adriano (853-?)
- Conone (ou Conon, ou Curion) (1061- antes de 1099)
- Ugo (1099- circa 1122)
- Hugo Lectifredo (ou Godoffredo Lictifredo) (1123-1140)
- Tommaso, (1140-1153)
- Teodino degli Atti, O.S.B. (1164-1179)
- Gregorio Crescenzi (1201- circa 1208)
- Giovanni Castrocoeli, O.S.B. (1294-1295)
- Pierre de la Chapelle Taillefer (1305-1306)
- Jacques d'Euse (1312-1313)
- Bertrand de La Tour, O.F.M. (1320-1323)
- Jean-Raymond de Comminges (1327-1331)
- Élie de Nabinal, O.F.M. (1342-1348)
- Nicola Capocci (1350-1361)
- Guillaume de Chanac, O.S.B. (1371-1383)
- Jean de Murol (ou de Murolio) (1385-1399), pseudocardeal do antipapa Clemente VII
- Peter von Schaumberg (1440-1469)
- Vacante (1469-1473)
- Ausias Despuig, (ou Ausias de Podio, ou Despuig, ou del Puch) (1473-1477)
- Cristoforo della Rovere (1477-1478)
- Domenico della Rovere (1478-1479)
- Ferry de Clugny (1480-1482)
- Juan Margarit i Pau (1483-1484)
- Vacante (1484-1489)
- Giovanni de' Conti (1489-1493)
- Raymond Pérault, diaconia pro illa vice (circa 1496-1499); titular (1499-1500)
- Jaime Serra i Cau (1500-1502)
- Giovanni Stefano Ferrero (1502-1505)
- Antonio Ferrero (1505-1508)
- René de Prie (1509-1511)
- Antonio Maria Ciocchi del Monte (1511-1514); in commendam (1514-1517)
- Francesco Conti (1517-1521)
- Marino Grimani (1528-1532)
- Esteban Gabriel Merino (1533-1534)
- John Fisher (1535)
- Gasparo Contarini (1535-1537)
- Giovanni Maria Ciocchi del Monte (1537-1542) Eleito Papa Júlio III em 1549
- Giovanni Girolamo Morone (1542-1549)
- Filiberto Ferrero (1549)
- Giovanni Ricci (1551-1566)
- Luigi Pisani (1566-1568)
- Luigi Cornaro (1568-1569)
- Gaspar Cervantes (1570)
- Pierdonato Cesi (1570-1584)
- Costanzo da Sarnano, O.F.M.Conv. (1587)
- Antonio Maria Sauli (1588-1591)
- Vacante (1591-1596)
- Título suprimido em 1596
- Título restabelecido em 1880
- Andon Bedros IX Hassoun (1880-1884)
- Guglielmo Massaia, O.F.M. Cap. (1884-1889)
- Albin Dunajewski (1891-1894)
- Vacante (1894-1902)
- Jan Maurycy Pawel Puzyna de Kosielsko (1902-1911)
- Louis-Nazaire Bégin (1914-1925)
- Vicente Casanova y Marzol (1925-1930)
- Karel Kašpar (1935-1941)
- Manuel Arce y Ochotorena (1946-1948)
- Benjamin de Arriba y Castro (1953-1973)
- František Tomášek (1977-1992)
- Adam Joseph Maida (1994-)